# جشنواره نمایش کوتاه کمدی تورنتو
جشنواره طرح کمدی تورنتو (انگلیسی: Toronto Sketch Comedy Festival) که با نام TOSketchfest نیز شناخته می‌شود، یک جشنواره کمدی سالانه در تورنتو، انتاریو، کانادا است که به نمایش کوتاه کمدی اختصاص دارد. این جشنواره که در ماه مارس و به مدت ۱۲ روز برگزار می‌شود، میزبان اجراهایی از گروه‌های اسکچ کمدی شناخته‌شده و نوظهور از کانادا و ایالات متحده است.
از جمله اجراکنندگان برجسته این جشنواره می‌توان به گروه بچه‌های سالن اشاره کرد که در جشنواره سال ۲۰۱۴ با اجرای زنده نمایشنامه‌ای از فیلم سال ۱۹۹۶ خود با عنوان شیرینی مغز دوباره گرد هم آمدند؛ کیت مک‌کینون که در سال ۲۰۱۵ نمایشی تک‌نفره بر اساس تقلیدهایش از افراد مشهور اجرا کرد؛ و گروه تال‌بویز که پس از اجرای خود در جشنواره سال ۲۰۱۸، یک مجموعه تلویزیونی نمایش کوتاه کمدی برای تلویزیون سی‌بی‌سی تولید و عرضه کردند.
به دلیل همه‌گیری کووید–۱۹ در کانادا، این جشنواره در سال‌های ۲۰۲۱ و ۲۰۲۲ به صورت آنلاین برگزار شد. دارل فاریا برای میزبانی مراسم اهدای جوایز پخش زنده جشنواره ۲۰۲۱، نامزد دریافت جایزه صفحه‌نمایش کانادا برای بهترین مجری در برنامه یا مجموعه اینترنتی در دهمین دوره جوایز صفحه‌نمایش کانادا شد.